# Donald F. Othmer
Donald Frederick Othmer (* 11. Mai 1904 in Omaha, Nebraska; † 1. November 1995 in New York City) war ein US-amerikanischer Chemiker und Philanthrop.

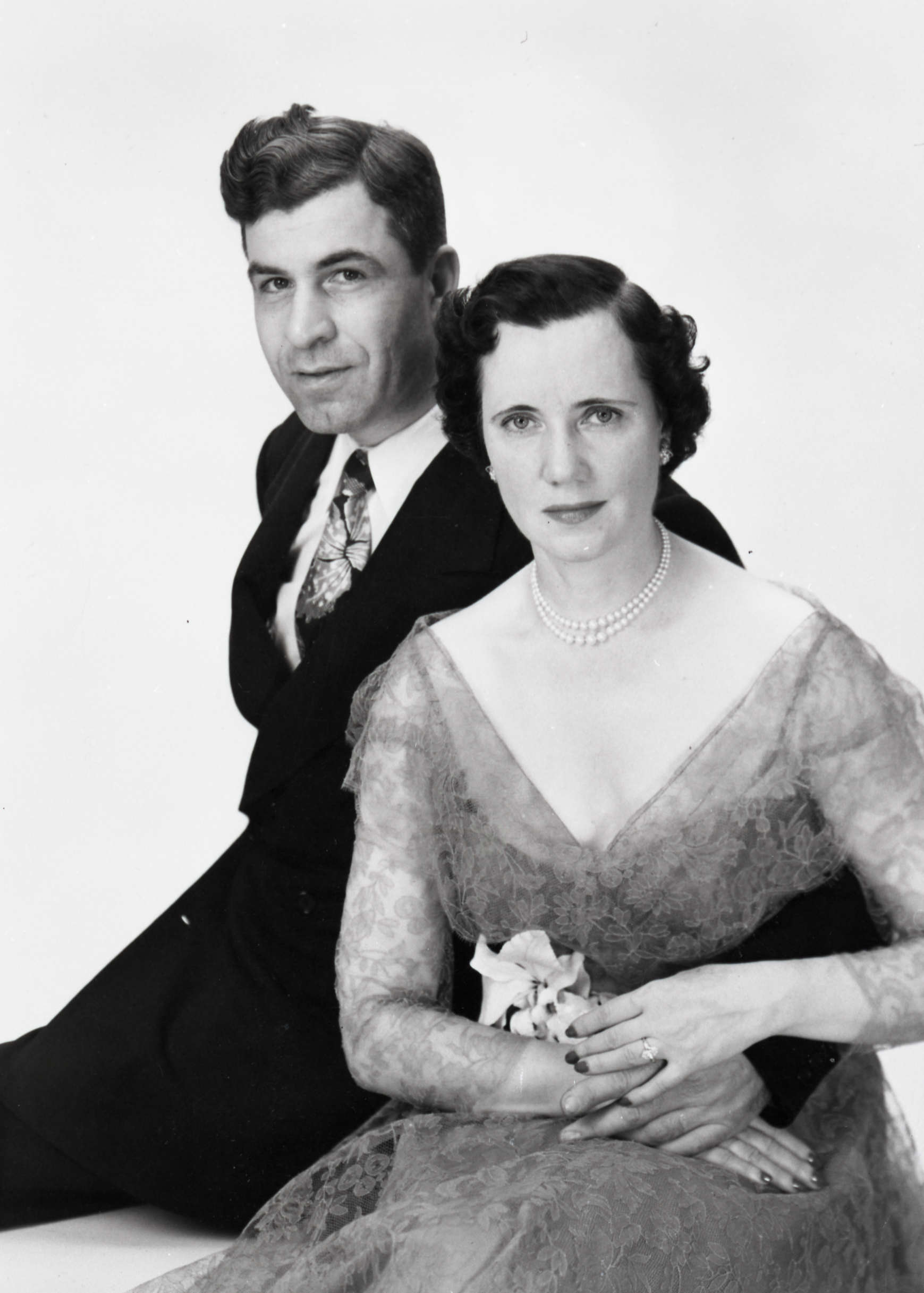
Donald und Mildred Othmer, Hochzeitsfoto 1950

Othmer erhielt 1924 seinen Abschluss als Chemieingenieur an der University of Nebraska und wurde 1927 an der University of Michigan promoviert. 1927 bis 1931 arbeitete er bei Eastman Kodak, wo er 40 Patente erhielt (im Rahmen der Umstellung der fotografischen Filme von Cellulosenitrat zu dem weniger gefährlichen Celluloseacetat), und ab 1932 lehrte er am Polytechnic Institute of Brooklyn. 1961 wurde er dort Distinguished Professor und 1976 emeritierte er.
Er war ein erfolgreicher Berater in der chemischen Industrie und entwickelte weiter Patente (teilweise mit Studenten, die bei ihm für höhere Grade studierten, während sie schon in der Chemischen Industrie arbeiteten). Dank geschickter Investition (sie investierten frühzeitig schon Anfang der 1960er Jahre in die Fonds von Warren Buffett, der mit ihnen befreundet war und auch aus Omaha stammte) hinterließ das Ehepaar 1998 beim Tod von Donalds zweiter Frau Mildred 'Mid' Jane Topp 750 Millionen Dollar, die beide weitgehend in Stiftungen anlegten. Ihre Ehe blieb kinderlos. Neben verschiedenen Universitäten (das Polytechnic Institute, das zeitweise von Bankrott bedroht war, erhielt 175 Millionen Dollar) und für medizinische Zwecke wie Planned Parenthood – vor allem im chronisch unterfinanzierten Brooklyn – auch in der Chemical Heritage Foundation. Deshalb sind eine ganze Reihe gestifteter Gebäude, Preise und Stipendien nach ihm benannt.
1978 erhielt er die Perkin Medal und den E. V. Murphree Award in Industrial and Engineering Chemistry und 1977 den Chemical Pioneer Award. 1987 erhielt er den Preis des New Yorker Bürgermeisters für Wissenschaft und Technologie.

## Kirk-Othmer Enzyklopädie
Othmer ist in der Chemie vor allem bekannt als Herausgeber (zusammen mit Raymond Eller Kirk (1890–1957), ebenfalls am Polytechnic Institute) der Kirk-Othmer Encyclopedia of Chemical Technology, deren erster Band 1947 erschien und die 1. Auflage war 1949 vollständig. Auf diesem Gebiet gab es davor an Vergleichbarem nur Ullmanns Enzyklopädie der Technischen Chemie in deutscher Sprache.
Das Referenzwerk umfasst mehr als 1.300 Artikel in 27 Bänden mit rund 22.950 Seiten (5. Auflage März 2004). Zum Vergleich umfasst Ullmann’s Enzyklopädie mit rund 30.000 Seiten (Stand 7. Edition 2011).
Editor-in-Chief ist (Stand 2021) Claudia Ley (von Wiley-VCH).

## Othmer Still-Technik
In seiner Zeit bei Eastman Kodak erfand er ein später weit verbreitetes Laborgerät (englisch Othmer still) für eine einfache und präzise Bestimmung der Gleichgewichts-Daten in Dampf-Flüssigkeits-Systemen. Er leistete auch weitere Beiträge zur Destillationstechnik.

## Preis & Ehrung
Donald F. Othmer zu Ehren ist die Othmer-Goldmedaille benannt.